# Just Like in the Movies
Just Like in the Movies es una película estadounidense del género comedia de 1989, dirigida por Mark Halliday y Bram Towbin, que a su vez la escribieron, musicalizada por John Hill y los protagonistas son Jay O. Sanders, Alan Ruck, Katherine Borowitz y Michael Jeter, entre otros. Este largometraje se estrenó el 4 de octubre de 1989.

## Sinopsis
Un investigador privado que está separado, sigue en contacto con su hijo. Por otro lado, espía a una actriz con la que tenía una cita, pero ella no fue.